# 벌지 (신라)
벌지(伐智, ?~?)는 신라의 장군이다.

## 생애
신라의 아찬(阿飡) 관등인 그는 463년에 왜국이 신라의 삽량성(歃良城)을 침입하자 자비 마립간의 명을 받고 중로(中路)에 숨어 기다리다가 공격해 왜군을 상대로 승리했다.
473년에 그는 신라의 당(幢)·정(停)군의 좌장군에 임명되었다.